# IC 5218
IC 5218 ist eine Balken-Spiralgalaxie vom Hubble-Typ SBbc im Sternbild Tukan am Südsternhimmel. Sie ist schätzungsweise 379 Millionen Lichtjahre von der Milchstraße entfernt.
Im selben Himmelsareal befinden sich u. a. die Galaxien NGC 7278, IC 5213 und IC 5220.
Das Objekt wurde am 16. Juli 1904 vom US-amerikanischen Astronomen Royal Harwood Frost entdeckt.